# Aida-Cruz Del Rosario
Aida-Cruz Del Rosario (5 de julho de 1922 - 20 de maio de 2024) foi uma das primeiras mulheres graduadas pela Faculdade de Arquitetura da Universidade de Santo Tomas e das primeiras arquitetas nas Filipinas, em 1947.
Rosario originalmente queria ser dentista, mas seu pai convenceu-a a cursar arquitetura. Foi a nona mulher a registar-se no país, com a licença n.o 270. Seu marido, Jose del Rosario, foi um engenheiro, e juntos eles construíram e projetaram mais de 120 edifícios, hospitais e casas de Luzon a Mindanao.
Enquanto algumas fontes creditam Eulie Chowdhury como a primeira mulher arquiteta na Ásia, outras, incluindo Mercedes Raffiñan e Aida-Cruz Del Rosario, já estavam trabalhando em épocas similares.